# Comitê técnico setorial
Comitê Técnico Setorial é um fórum técnico-consultivo, destinado à discussão de assuntos referentes aos nexos entre a educação e o trabalho nos diferentes setores da economia.

## História
A nova Lei de Diretrizes e Bases da Educação do Brasil tem abordado a educação de uma forma mais completa citando inclusive a formação por competência. Neste novo modelo, diversas entidades de educação, dentre elas o SENAI, tem estudado formas para que a sociedade possa influenciar positivamente nos processos de ensino. É elaborado para cada formação específica, pela sociedade, as habilidades e atitudes necessárias para que o processo de formação profissional venha a ser realizas dentro da ótica do mercado de trabalho.
Atualmente, diversos currículos de cursos técnicos e de aprendizagem industrial têm sido criado através de reuniões de comitê setorial em cada estado no Brasil.

## Metodologia
Reuniões com técnicos de escolas e empresas são agendadas com o intuito de elaborar e definir um perfil profissional adequado a cada setor, ou seja, definir as atribuições dos profissionais e quais as competências necessários no processo de formação.